# Camille Goemans
Pour les articles homonymes, voir Goemans.
Camille Ghislain Goemans est un écrivain belge surréaliste né à Louvain le 23 janvier 1900 et décédé à Bruxelles le 4 juin 1960.

## Biographie
Il commence en 1919 des études de médecine à l'Université libre de Bruxelles mais les interrompt pour des études de droit à l'Université de Louvain. Il collabore en 1922 à la revue Le Disque vert de Franz Hellens, dont il devient corédacteur. Il y introduit Henri Michaux, son condisciple de collège (où ils côtoyaient un troisième ami devenu écrivain : Herman Closson). Il publie en 1924 Périples aux Éditions du Disque vert et fonde avec Paul Nougé et Marcel Lecomte Correspondance.
En 1925, Camille Goemans s'installe à Paris et participe aux réunions des surréalistes. L'année suivante, il dirige, à Bruxelles, avec Geert van Bruaene, la galerie La Vierge poupine qui expose notamment la série de collages Histoire naturelle de Max Ernst. Pour un marchand de fourrure, il rédige les commentaires d'un catalogue illustré par René Magritte. 
Avec Paul Nougé, il fonde, en 1928, la revue Distances (trois numéros) à laquelle collaborent Roger Gilbert-Lecomte, Louis Scutenaire, Marc Eemans, E. L. T. Mesens et André Souris.
À Paris, en 1929, il ouvre rue de Seine, la galerie Goemans, prend sous contrat Jean Arp, René Magritte et Yves Tanguy et organise des expositions Salvador Dalí (première exposition parisienne), Max Ernst, Joan Miró et Man Ray. 
Il publie une suite de cinq tracts Le Sens propre, associant un de ces poèmes à une reproduction de René Magritte. 
En 1930, il organise une exposition entièrement consacrée aux collages dont la préface au catalogue, signée Aragon, paraît en volume séparé sous le titre La Peinture au défi.
En 1931, Goemans est nommé directeur de l'Office du tourisme Belgo-Luxembourgeois. En 1933, il obtient son doctorat en droit. Il devient, en 1936, corédacteur de la revue Hermès à laquelle il collaborait depuis les premiers numéros (1933). En 1942 sa future compagne Lou Cosyn ouvre une galerie qui expose régulièrement René Magritte. Lou Cosyn devient la femme de Goemans en 1956. Elle est la seule à exposer la période du surréalisme en plein soleil de Magritte avec la Galerie Dietrich. 
Il fonde en 1944 la revue Réponse (un seul numéro) et prononce, en 1949, une conférence, intitulée Expérience du surréalisme, à l'occasion d'une exposition à La Louvière du sculpteur Pol Bury. La même année, il est nommé directeur des relations publiques de la société Philips à Bruxelles. 
En 1956 il prononce une conférence sur René Magritte à Charleroi.

## Œuvres
- Périples, éditions du Disque vert, Paris-Bruxelles, 1924.
- Poèmes pour la guerre, Les Lèvres nues, Bruxelles, 1968.
- Grand comme une image, avec un dessin de René Magritte, Les Lèvres nues, Bruxelles, 1968.
- Arsène, avec un dessin de Francis Picabia, Les Lèvres nues, Bruxelles, 1969.
- Le Bonheur des rois ou quelques précisions pour un adolescent, Les Lèvres nues, Bruxelles, 1969.
- La Fille perdue, Les Lèvres nues, Bruxelles, 1970.
- Interrogeons notre destin, Les Lèvres nues, Bruxelles, 1969.
- Œuvre 1922-1957, couverture de René Magritte, André De Rache, Bruxelles, 1970
- Écrits. Fragments, Labor, Bruxelles, 1992.

### Sur Camille Goemans
- Christian Bussy, Anthologie du surréalisme en Belgique, Gallimard, Paris, 1972.
- Marcel Mariën, L'activité surréaliste en Belgique (1924-1950), Lebeer-Hossmann, Bruxelles, 1979.
- René Magritte et le surréalisme en Belgique, catalogue d'exposition, Musées royaux des beaux-arts de Belgique, Bruxelles, 1982.
- Le mouvement surréaliste à Bruxelles et en Wallonie. (1924-1947), catalogue d'exposition, Centre Culturel Wallonie Bruxelles, Paris, 1988.
- Irène, Scut, Magritte & C°, catalogue d'exposition, Musées royaux des beaux-arts de Belgique, 1996.
- « Les Surréalistes belges », Europe no 912, Paris, avril 2005.
- Christian Bussy, Les surréalistes au quotidien : petits faits vrais, préface d'Olivier Smolders, Bruxelles, Les impressions nouvelles, 2007  (ISBN 978-2-87449-028-6)

## Pour approfondir